# Tu mi ami
Tu mi ami (Nowhere to Go But Up) è un film del 2003 diretto da Amos Kollek.
La pellicola, frutto di una coproduzione franco-tedesca-statunitense, ha per protagonista Audrey Tautou.

## Trama
Valerie è una stralunata ragazza francese, trasferitasi negli USA per tentare di sfondare nel mondo del cinema. Tuttavia la strada per il successo si dimostrerà particolarmente ardua, e dopo una lunga serie di provini andati male Valerie, rimasta senza soldi e senza un tetto, sarà costretta a vivere per strada come un barbone. Poi conosce Jack, regista spiantato ma di talento, che guardando Valerie trova l'ispirazione per un nuovo film.